# スタークラフト
『スタークラフト』 (StarCraft) は、ブリザード・エンターテイメントより1998年3月31日に発売されたリアルタイムストラテジーゲーム。
2017年8月14日に本作のリマスター版『StarCraft: Remastered』が発売。これに先駆けて4月19日にbattle.netで本作の無料配信が行われた。

## 概説
初めにWindows版が発売され、後にClassic Mac OS版とNINTENDO 64版（日本未発売）が発売された。
宇宙での3つの種族間の戦争がテーマとなっており、それぞれの思惑が複雑に絡み合う壮大なストーリーである。
人間（Terran）、エイリアン（Zerg）、宇宙人（Protoss）の3種族があり、それぞれがまったく違った戦闘方法で戦い、勢力争いを行う。
姉妹作であるウォークラフトシリーズと共にこのゲームは世界中で大ヒットし未だにトップクラスの売上を誇っている。
特に大韓民国での人気は爆発的であった。

### Brood War（拡張パック）
『StarCraft Brood War』（スタークラフト　ブルードウォー、種族戦争）は、スタークラフトの拡張パックとして発売された。各種族に新ユニットが2種ずつ加わり(プロトスのみ3種)一部の既存ユニットにも新たな能力も加わったことによって、戦いをより一層複雑なものになっている。シナリオストーリーも新たに3エピソード加わり既存と合わせて6エピソードのストーリーとなった。

### StarCraft Remastered（リマスター）
2017年3月の半ば、韓国で行われたI <3 StarCraft (アイラブスタークラフト)行事でリマスター版の発売が決定した。この版は、拡張パックではなく、ゲームのグラフィックを現代式(4kなど)にアップグレードしたもので、マルチプレイにおけるマッチメイキング機能なども追加された。リマスターにより、プレイできる言語が元5-6ヵ国語だったのが、日本語版を含む13ヵ国語になった。
プレイ感覚は従来のものと変わらず、観戦機能は向上していることもあり、発売以降はプロの大会でも使用されている。

## 内容

### ゲームプレイ
ゲームモードは大別して、シナリオモードとカスタムプレイ2つがある。
シナリオモードは、基本セット・拡張パックでそれぞれ3つの種族・エピソードに分かれたシナリオが展開される。基本セットでのシナリオは、序盤ではチュートリアルに近い内容が汲まれているが、エピソード後半になると次第に難易度が上がってゆき、最後の方ではカスタムプレイと同様の操作量が要求されることがおおい。またエピソード番号が大きくなることによってもシナリオの難易度が上がってゆくため、これらのシナリオはそれぞれのエピソードの番号順にやるようにゲーム内で推奨されている。
カスタムモードでは主に敵の撃破を目的としたゲームとプレイヤー等が作製したオリジナルシナリオゲームが行われる。
マルチプレイも存在し、インターネット（ディアブロと同じBattle.netのシステムが採用されている）あるいはLAN上の他のプレイヤーと対戦することができる。

### ゲームの流れ
マップ上にベース（拠点）とワーカーと呼ばれるユニットがいる状態から開始する。（シナリオモードではワーカー以外のユニットが最初からいる場合やベース等がない場合も多い）ワーカーはマップ上に点在するミネラルとガスの2種類の資源を採集しベースに運ぶことができる。
プレイヤーは資源採集、施設の建築やユニットの生産・アップデート、そして戦闘を同時進行しつつ勝利（シナリオモードでは課せられた条件の達成）を目指す。
ベース等の基本的なものを除き、施設を建てる際は前提となる施設が建っている必要があり、強力なユニットの生産を解禁する建物にはかなりの段階を踏まえる必要がある。
また各ユニットにはサプライが設定されており、これの合計が上限値を越えてはユニットは生産出来ない、上限値は一部の施設を建てることで最大200まで増加する。

### 種族
テラン（Terran）
科学者によって宇宙へ送られた地球人の末裔。凄惨な内紛を繰り返した末、首都をタルソニス(Tarsonis)におくテラン連邦(Confederacy)の下でつかの間の平和を保っているが、数多くの反対勢力がいまだに平和を脅かしている。
スタンダードな種族。最初にテランを選ぶ人が多いが意外とテクニックを要求されるため奥が深い。探知能力の弱さと脆弱な肉体を火力でカバーし、防御が堅いのが強み。テランの兵器には最高の攻撃力を持つものが多いが、扱いが難しい。主な特徴は、
3種族で唯一無条件で建物を建造できる。また、主要施設は宙に浮かせて移動できる。
クローク(迷彩)ユニットはエネルギーを消費して行う。エネルギーが切れるとクローク状態を維持できなくなる。
一部の建物にはそれぞれアドオン(Add-On)と呼ばれる付属建築物を取り付けることができる。これはワーカーを必要とせず、親になる建物が自ら建設する。敵が放棄したアドオンを自分の建物に接続して再利用することも可能。
コムサットステーション(ComSat Station)と言う施設で、エネルギーを消費してマップの任意のエリアをクロークユニット含めて一定時間探知することができる。
広範囲のユニットを一掃し、建物にも大ダメージを与える核ミサイルを発射することができる。全ての種族中最強の兵器だが、あらかじめアドオンである格納庫と、更にそこから弾頭を作らなければならない他、レーザー誘導能力を持つユニットで発射を指示しなければいけない、発射から着弾までの間にそのユニットが殺されると不発するなど、扱いは難しい。
建造物及び機械系ユニットに対してはワーカーであるSCV(Space Construction Vehicle)で修理することで耐久力を回復することが出来る。ただし、修理には資源を消費する。Brood WarではMedicのエネルギーを消費して生体ユニット（ザーグユニットも含まれる）をすばやく回復できる。
防御施設のバンカー(Bunker)は単体では攻撃能力を持たず、中に歩兵を入れる必要がある。SCVを避難させることも可能。
主力戦車のシージェタンク(Siege Tank)は変形して強力な対地固定砲として使用できる。
プロトス（Protoss）
太古の昔にゼル・ナーガ(Xel'Naga)と呼ばれる超文明種族によって創造された長命な種族。ゼル・ナーガが初めて作った種族であるためプロトスと名づけた。故郷はアイアー星(Aiur)。全てのプロトスは信仰を通じて互いに精神的な連関を保っているという。"En Taro Adun(Tassadar)!"という挨拶が特徴的。
高度なテクノロジーと、精神波（psionic）による多彩な特殊能力を誇り、単体戦闘能力は3種族中随一。ただし、シールドが破られると脆い。ロボット技術が発達しており、少数精鋭で最大ユニット数は少なめ。主な特徴は、
建物は「建造」ではなく、全てアイアーからの「転送」という形を取るため、建築は最初にワーカーであるプローブ(Probe)に命じて転送を開始させれば、後は放っておくだけで施設が立つ。
パイロン(Pylon)と呼ばれる建物のエネルギーが届く範囲にしか施設を転送できない。エネルギーの供給が立たれると施設は機能停止する。ただしパイロン自身と本拠であるネクサス(Nexus)、ガス採掘用のアシミレーター(Assimilator)を除く。
ユニットと建物はHPの他にシールド値を持つ。本体へのダメージは回復できないが、シールドは自然回復するほか、シールドバッテリー(Shield Battery)で補充できる。
常時クローク状態で行動できるユニットを持つ。
自身に攻撃力がなく、内部で生産した小ユニットに攻撃をさせるユニットを持つ。
一部のユニットは2体の融合により新しいユニットを作り出すことができる。
ゲーム中唯一敵のユニットを転向することができる。ワーカーを奪えばあらゆる建物、ユニットを作ることが可能になるが、開発、進化は1から行う必要がある。
ザーグ（Zerg）
ゼル・ナーガによって創られたもう一つの有機体種族。本拠地はチャー(Char)。ゼル・ナーガから「本質の高潔さ」を与えられた種族を自称する。全てのザーグはセレブレート(Cerebrate)を通じてオーバーマインド(Overmind)という存在に統率されている。
チャーの苛酷な環境に耐え抜くために発達した強靭な肉体が武器。人海戦術を得意とし、圧倒的な数と優れた機動力でマップを席巻することができる。ただし、個々の戦闘能力はおおむね低い。主な特徴は、
全ての建物がワーカーであるドローン(Drone)の変異した有機生命体である。ダメージを与えられても時間の経過により自然治癒する。
ユニットはハッチェリー(Hatchery)が生み出す幼虫からしか孵化させられない。生産速度の向上にはハッチェリーを多く造るか、アップグレードさせなければならない。
生産所（ハッチェリー）から全てのユニットが生産され、生産に必需な研究建物を立てるだけで全ての生産所から該当ユニットが生産可能のため、進化の方向転換、変容が容易である。
建物はハッチェリーとガス採掘用のエクストラクター(Extractor)を除いて、クリープ(Creep)と呼ばれる生体カーペットの上にしか建てられない。クリープはハッチェリーかクリープコロニー(Creep Colony)を建てると自動的に広がっていく。
サプライをサポートする施設は空中索敵、輸送ユニットであるオーバーロード(Overlord)が兼ねる。
ナイダスカナル(Nydus Canal)という地下道でユニットを離れた場所まで転送できる。
クロークは行わず、代わりに地面に潜る(Burrow)ことで姿を隠す。ほとんどのユニットはBurrow状態では移動と攻撃ができないが、Brood Warには潜らないと攻撃できないLurkerが登場した。
Brood Warではテランの本拠であるコマンドセンター(Command Center)を乗っ取ることができる。ただし、乗っ取られたコマンドセンターはザーグ固有の施設に変化し、本来の機能は失われる。

## ローカライズ

### 英語版の日本での販売
日本では英語版がライトユーザーに馴染まなかった事や、当時インターネットがメジャーになりかけの時代だったため、ネットゲームと言うジャンルでは注目されることなく埋没してしまう結果となった。一番大きな原因として指摘されているのは、日本での輸入代理店ソースネクストが販売に力を入れなかったためと言われている。ほとんど宣伝らしい活動をせず日本語公式Webサイトすら作られなかった。さらにはソースネクストが添付した日本語マニュアルは質の悪い機械翻訳された文章で日本語として意味不明な文章が記載されていた。しかもページの途中で文章が途切れているなど、校正上のミスも存在した。この日本語マニュアルが英語の読めないプレイヤーの手助けになる物で無かったことが、日本における普及の間口をさらに狭くしてしまった一因とされている。
誤訳の延長ですべての登場人物名やユニット名など固有名詞の日本語訳が、英語音声の発音とかけ離れている。
- templar → 誤 テンプラル 正 テンプラー
- Aiur → 誤 アイユール　正 アイアー
- Tassadar → 誤 タッサダール　正 タサダー
- Vespene Gas → 誤 ベスペネガス 正 ヴェスピン ガス

### 日本語版
英語版が日本国内で発売された後に、日本語版がソースネクストから発売された。しかし、低品質の日本語ローカライズ、英語版のアップグレードパッチを当てられない仕様でバージョン1.0のままで更新されない、英語版とのネットワーク対戦ができないなど多くの致命的欠陥を抱えていた。また、ソースネクストのサポートの問題などもあり、売り上げがまったく振るわなかった。
このゲームの日本国内での販売の不手際からか、これ以後に発売されたブリザード社のディアブロIIの日本販売権はカプコンに移った。カプコンに移った後にソースネクスト発売版と同一内容の日本語版がカプコンから発売されていた。（ウォークラフトIIIを最後にカプコンも契約期間終了）
英語版と区別するため、（特に日本語版の）ユーザーからは「スタークラフトJ」「SCJ」（対義語は「SCE」）等と呼ばれることが多い。一般的に日本でスタークラフトとは、日本語版ではなく英語版のスタークラフトに拡張パック(Brood War)を入れたバージョンのゲームをさす。

### StarCraft Remastered（リマスター）
日本語対応されており、音声も吹き替えられている（一部ムービーは字幕のみ）。ソースネクスト版で指摘された誤訳もなく、Brood Warにも対応している。